# Maszyce
Maszyce is een plaats in het Poolse district Krakowski, woiwodschap Klein-Polen. De plaats maakt deel uit van de gemeente Skała en telt 290 inwoners.